# Hassa bint Ahmad al-Sudayri
Ḥaṣṣa bint Aḥmad Al-Sudayrī (in arabo ﺣﺼـة ﺑﻨﺖ ﻋﺒﺪ ﺍﻟﻌﺰﻳﺰ ﺍﻟﺴﺪﻳﺮﻱ‎?; Riad, 1900 – Riad, 1969) è stata una delle mogli del re Abd al-Aziz.

## Origini
Ḥaṣṣa bint Aḥmad apparteneva all'influente famiglia del Najd degli al-Sudayrī, parte della tribù al-Dawāsir. Anche la madre di re ʿAbd al-ʿAzīz, Sāra, apparteneva a questa famiglia.
Il padre di Ḥaṣṣa, Aḥmad bin Muḥammad al-Sudayrī (1869 - 1936), è stato un potente capo della tribù e uno dei primi sostenitori di re ʿAbd al-ʿAzīz durante i tentativi di quest'ultimo di conquistare l'Hijaz. Dopo la formazione dello stato, suo padre è stato nominato governatore delle province di Washm, Sudayr, Qasim e Aflaj. Anche i suoi fratelli sono stati nominati governatori. Turkī è stato governatore della provincia di 'Asir, ʿAbd al-ʿAzīz è stato governatore delle Province di Quraiyat, al-Milh e Wadi Sirhān, Khālid è stato governatore della provincia di Tabuk, Muḥammad è stato governatore della provincia del Nord; ʿAbd al-Raḥmān è stato governatore della provincia di al-Jawf e Musāʿid è stato governatore della provincia di Jizan. Khālid ha servito anche come ministro dell'Agricoltura.

## Primi anni e matrimoni
Ḥaṣṣa bint Aḥmad è nata nel 1900. Re ʿAbd al-ʿAzīz la sposò due volte. Lei è stata la sua ottava consorte. Il loro primo matrimonio è stato celebrato nel 1913, quando lei aveva tredici anni. Nel 1920, si risposarono. Nel periodo compreso tra il primo e il secondo matrimonio, Ḥaṣṣa si sposò con il fratellastro di ʿAbd al-ʿAzīz, Muḥammad bin ʿAbd al-Raḥmān. Hassa ha avuto un figlio da questo matrimonio, ʿAbd Allāh.
Si presume che il sovrano rimase innamorato di lei e quindi abbia costretto suo fratellastro a divorziare, in modo da poterla risposare (ma è possibile che il fratellastro avesse assunto per l'occasione la veste puramente giuridica di marito, per consentire - dopo un ulteriore e rapido divorzio - che la donna ripudiata potesse legalmente risposare chi l'aveva ripudiata: norma coranica voluta per impedire un troppo facile e poco meditato ripudio (ṭalāq)., Ḥaṣṣa bint Aḥmad e il monarca rimasero uniti fino alla morte di quest'ultimo, nel 1953.

### Figli
Ḥaṣṣa bint Aḥmad e re ʿAbd al-ʿAzīz ebbero tredici figli. Nessun'altra coniuge del sovrano ha generato tanti figli quanto lei. Ḥaṣṣa bint Aḥmad era la consorte maggiormente amata dal re, per la bellezza e per i tanti figli, specialmente i sette figli maschi, questo perché nella cultura araba la moglie più importante è quella che dà alla luce il maggior numero di figli. Pertanto, Ḥaṣṣa aveva il vantaggio di essere una "madre di principi".
I loro figli maschi sono noti come "Sette Sudayrī" (in arabo la famiglia al-Sudayrī è chiamata عائلة السديري, ossia ʿĀʾilat al-Sudayrī), o anche "magnifici sette". Dall'unione sono nati:
- Fahd (1921 - 2005);
- Sulṭān (1928 - 2011);
- Luʾluʾa (circa 1928 - 2008);
- ʿAbd al-Raḥmān (nato nel 1931);
- Nāyef (1933 - 2012);
- Turkī (nato nel 1934)
- Salmān (nato nel 1935)
- Aḥmad (nato nel 1942)
- Jawāhir
- Laṭīfa
- al-Jawhara
- Muḍī (morto giovane)
- Felwa (morta giovane)

Due delle sue figlie hanno sposato i figli di ʿAbd Allāh b. ʿAbd al-Raḥmān, fratello minore del padre. Al-Jawhara bt. ʿAbd al-ʿAzīz è moglie di Khālid b. ʿAbd Allāh, mentre al-Jawhara bt. ʿAbd al-ʿAzīz è sposata con Moḥammad b. ʿAbd Allāh. Lūʾlūʾa è madre di ʿAbd Allāh b. Fayṣal b. Turkī.

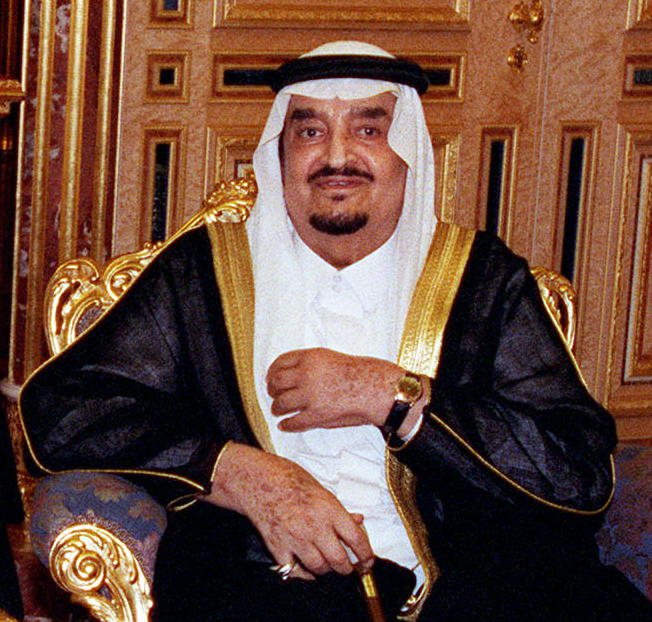
Fahd (1921–2005), Re dell'Arabia Saudita (1982–2005), principe ereditario (1975–82), Vice Primo Ministro (1967–75), Ministro degli Interni (1963–75)
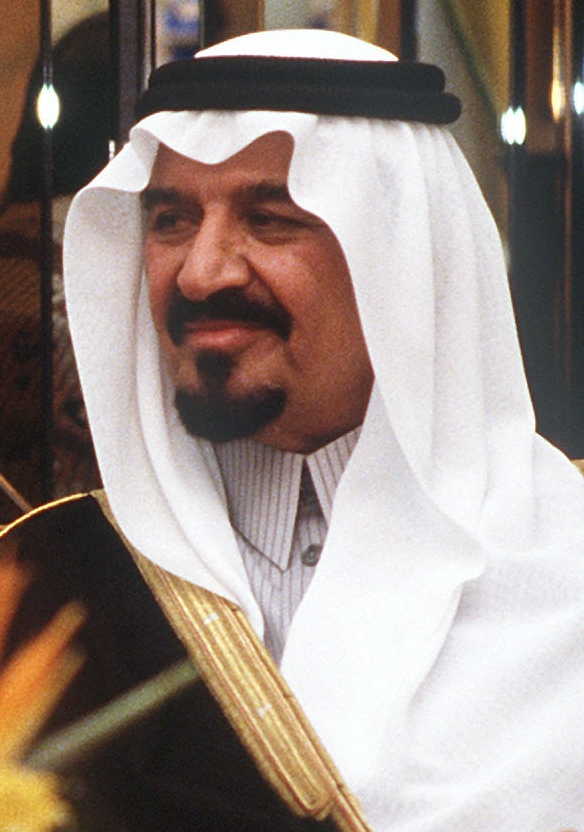
Sultan (1925–2011), Ministro della difesa (1962–2011), principe ereditario (2005–2011)
Abdul Rahman (1931–2017), Vice Ministro della Difesa (1978–2011), removed from succession
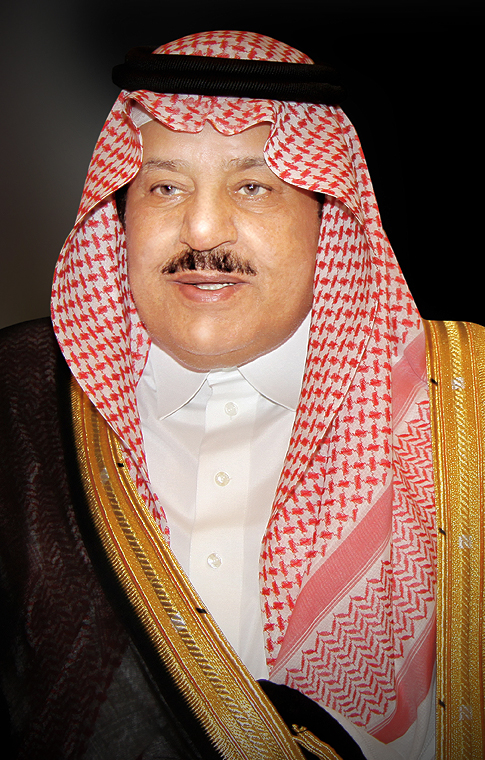
Nayef (1934–2012), Interior Minister (1975–2012), First Deputy Prime Minister and Crown Prince (2011–2012)
Turki II (1934–2016), Deputy Defense Minister (1968–78), removed from succession
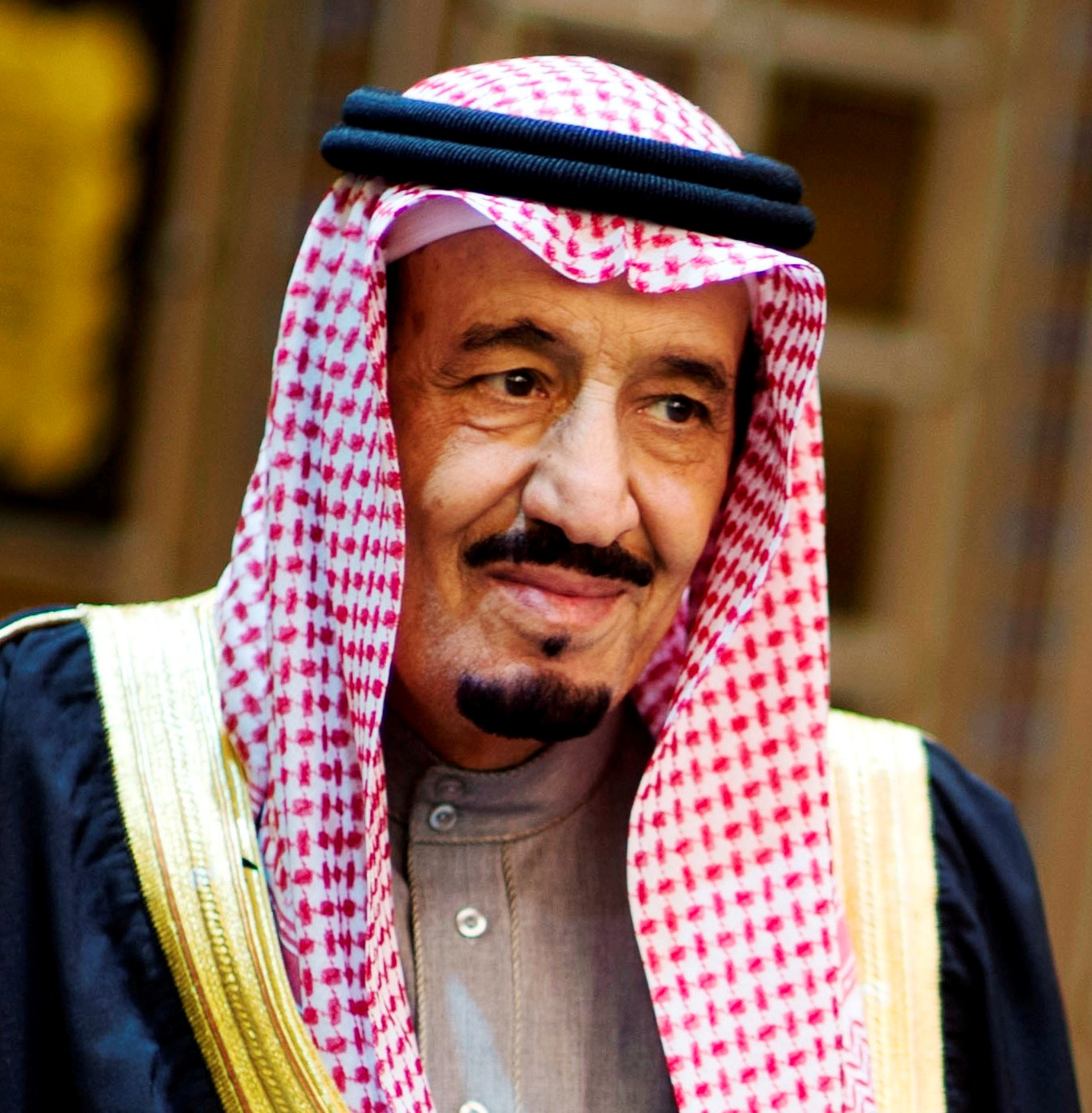
Salman (born 1935), King of Saudi Arabia (2015–present), Governor of Riyadh (1963–2011), Minister of Defense (2011–2015), Crown Prince (2012–2015)
Ahmed (born 1942), Deputy Interior Minister (1975–2012), Interior Minister (2012–2012),[22] removed from succession

## Caratteristiche personali
Oltre ad essere madre di sette figli maschi, Ḥaṣṣa bint Aḥmad aveva caratteristiche personali che il marito apprezzava moltissimo. In primo luogo era molto bella, aveva fascino e forte personalità. Grazie alla sua influenza, tentò d'infondere un senso di sentimento di gruppo tra i suoi figli. Li educò in una atmosfera di politica e li ha esortati a fare blocco e coalizzarsi. Inoltre, convinse il marito ad assumere alcune decisioni. Ad esempio, lo invitò a nominare il figlio Fahd, membro del consiglio consultivo.
Bandar bin Sulṭān descrive sua nonna Ḥaṣṣa come una combinazione tra Margaret Thatcher e Madre Teresa di Calcutta. Egli afferma, che era una donna molto religiosa e con una forte volontà.

### Relazioni familiari
Ḥaṣṣa bint Aḥmad organizzava tutti i giorni una cena per i suoi figli e le loro famiglie per rafforzare il sentimento di unità. Le sue figlie dicono di aver continuato la tradizione di questi incontri con cadenza settimanale. Era anche una persona esigente, che voleva essere visitata ogni giorno dai suoi figli quando erano a Riyad. Era nota anche per enfatizzare la disciplina e un'etica di lavoro guidato tra i suoi figli.
Ḥaṣṣa bint Aḥmad ha fatto diventare importante il nipote Bandar bin Sulṭān, futuro ambasciatore saudita negli Stati Uniti d'America. Quando questi aveva undici anni, con sua madre andarono a vivere con lei, nella sua residenza.

### Ulteriori rapporti con la famiglia Āl Saʿūd
Le sorelle minori di Ḥaṣṣa bint Aḥmad hanno sposato alcuni figli del marito.
Muhdī ha sposato il principe Nāṣer ed è madre del principe Turkī.
Un'altra sorella, Sulṭāna, è stata la prima moglie del re Fayṣal ed è stata madre del principe ʿAbd Allāh.

## Morte
Ḥaṣṣa bint Aḥmad morì nel 1969.